# 지리전서동림조담
지리전서동림조담(地理全書洞林照膽)은 서울특별시 서초구 반포동에 있는, 조선시대 관상감(觀象監) 관원을 선발하는 음양과(陰陽科)의 시험 과목 중의 하나로 널리 이용된 풍수지리서이다. 2020년 1월 6일 대한민국의 보물 제2057호로 지정되었다.

## 개요
'지리전서동림조담(地理全書洞林照膽)'은 조선시대 관상감(觀象監) 관원을 선발하는 음양과(陰陽科)의 시험 과목 중의 하나로 널리 이용된 풍수지리서로, 중국 오대(五代) 사람인 범월봉(范越鳳)이 지었다고 알려져 있다.
'지리전서동림조담'이 일부 주술적 요소가 섞여 복잡한 양상을 보인다고 하여 중국에서는 주희(朱熹) 등 송대 유학자들의 비판을 받은 반면, 조선에서 과시(科試)의 과목으로 채택되었다는 사실은 조선 고유의 풍수관(風水觀)을 성립시킨 계기가 되었다는 점에서 중요성이 있다. 이는 '지리전서동림조담'을 통해 조선에서 풍수리지가 역사적․문헌적으로 인정을 받았음을 의미한다.
지정 대상은 상․하권 22편으로 구성되어 있다. 상권에는 변괘편(變卦篇), 천성편(天星篇), 납갑편(納甲篇), 용호편(龍虎篇), 혈맥편(血脈篇), 명당편(明堂篇), 사신편(四神篇), 주객편(主客篇)등 8편이 수록되었고 하권에는 근안편(近桉篇), 원조편(遠朝篇), 수구편(水口篇), 풍입편(風入篇), 응룡편(應龍篇), 재혈편(裁穴篇), 절수편(折水篇), 악석편(惡石篇), 개지편(開地篇), 흉기편(凶忌篇), 도로편(道路篇), 오음편(五音篇), 오행편(五行篇), 복분편(覆墳篇)등 14편이 수록되어 있다.
본문은 계미중자(癸未中字)로, 주석은 계미소자(癸未小字)로 인쇄하였다. 서문이나 발문, 그리고 간기(刊記)가 없어 간행과 관련된 사항을 확인하기는 어려우나 계미중자를 사용한 것으로 미루어 적어도 태종 연간(1400～1418)에는 인쇄된 것으로 추정된다.
조선시대를 통틀어 과시의 경우 문․무과와 생원․진사 선발 시험[사마과 司馬科]의 수험서라 할 수 있는 유학서적이 상당수 간행된 데 비해, 잡과(雜果)의 풍수서는 수험생이 적어 많이 간행되지 않았으므로 전래본도 매우 희소하다.
따라서 지정 대상 '지리전서동림조담'은 간행본이 거의 없는 희귀본이라는 점, 고려 말～조선 초기에 사용된 금속활자인 계미자(癸未字)로 인출되었다는 점, 조선시대 국가적인 차원에서 중요한 풍수지리서로 인식되었다는 점에서 역사적․학술적․서지학적 의의를 높게 평가할 수 있다.

## 같이 보기
- 관상감
- 풍수

## 참고 자료
- 지리전서동림조담 - 국가유산청 국가유산포털